# Наволок (Ганьковское сельское поселение)
Наволок — деревня в Ганьковском сельском поселении Тихвинского района Ленинградской области.

## История
НАВОЛОК — деревня Новинского общества, прихода Капецкого погоста. Реки Капша и Явосьма. 

Крестьянских дворов — 6. Строений — 14, в том числе жилых — 8.

Число жителей по семейным спискам 1879 г.: 16 м. п., 21 ж. п.; по приходским сведениям 1879 г.: 12 м. п., 15 ж. п.

В конце XIX — начале XX века деревня административно относилась к Кузьминской волости 2-го земского участка 2-го стана Тихвинского уезда Новгородской губернии.

Деревня Наволок на карте 1932 года

Согласно карте Ленинградской области Северо-западного аэрогеодезического треста ГГУ издания 1932 года деревня насчитывала 4 крестьянских двора.
По данным 1933 года деревня Наволок входила в состав Заборовского сельсовета Капшинского района Ленинградской области.
По данным 1966 и 1973 годов деревня Наволок входила в состав Михалёвского сельсовета.
По данным 1990 года деревня Наволок входила в состав Ганьковского сельсовета.
В 1997 году в деревне Наволок Ганьковской волости проживали 33 человека, в 2002 году — 20 человек (русские — 70 %).
В 2007 году в деревне Наволок Ганьковского СП проживал 8 человек, в 2010 году — 15.

## География
Деревня расположена в центральной части района к югу от автодороги 41К-946 (Озровичи — Пашозеро — Шугозеро — Ганьково).
Расстояние до административного центра поселения — 12 км.
Расстояние до ближайшей железнодорожной станции Тихвин — 55 км.
Деревня находится на правом берегу реки Паша, напротив устья реки Явосьма.

## Демография
| 2007 | 2010 | 2017 |
| ---- | ---- | ---- |
| 8    | ↗15  | ↘8   |

### Национальный состав
Согласно данным Всероссийской переписи населения 2021 года в деревне проживали 10 человек, из них:
 русские — 9, другие национальности — 1 человек.

## Улицы
Береговая, Боровая, Мостовой переулок, Песчаный переулок, Центральная, имени капитана Кирсанова.